# Tabelliermaschine
Die Tabelliermaschine (englisch tabulating machine) dient zur Auswertung von möglicherweise, aber nicht zwingend vorsortierten und/oder vorgemischten Lochkarten. Die Tabelliermaschine ist eine eigene Maschinengattung, nicht zu verwechseln mit der Buchungsmaschine (englisch accounting machine).
Nach der ersten Vorstellung von elektromechanischen Auswertungsmaschinen des Erfinders Herman Hollerith im Jahr 1887 fand eine stetige und auch nach der jeweiligen Aufgabe differenzierte Weiterentwicklung/Spezialisierung statt.
Der Vorteil der Tabelliermaschine, untrennbar mit der Lochkarte verbunden, war die ausgereifte, preisgünstige, bewährte und vorhandene Technik. Ihren Untergang besiegelte das kostengünstige Aufkommen der elektronischen Datenverarbeitung, die einen vollwertigen Ersatz bot.
Die bei der Präsidentschaftswahl 2000 in den USA in Florida umstrittenen Wahlmaschinen basierten auf papiernen gelochten Stimmzetteln und Zählmaschinen, die mit Tabelliermaschinen verwandt sind.

## Dateneingabe

### Manuelle Eingabe
Die Eingabe der Daten erfolgte zu Anfang manuell, jede Lochkarte wurde per Hand in den Automaten eingeführt und nach der Auswertung händisch wieder entfernt. 

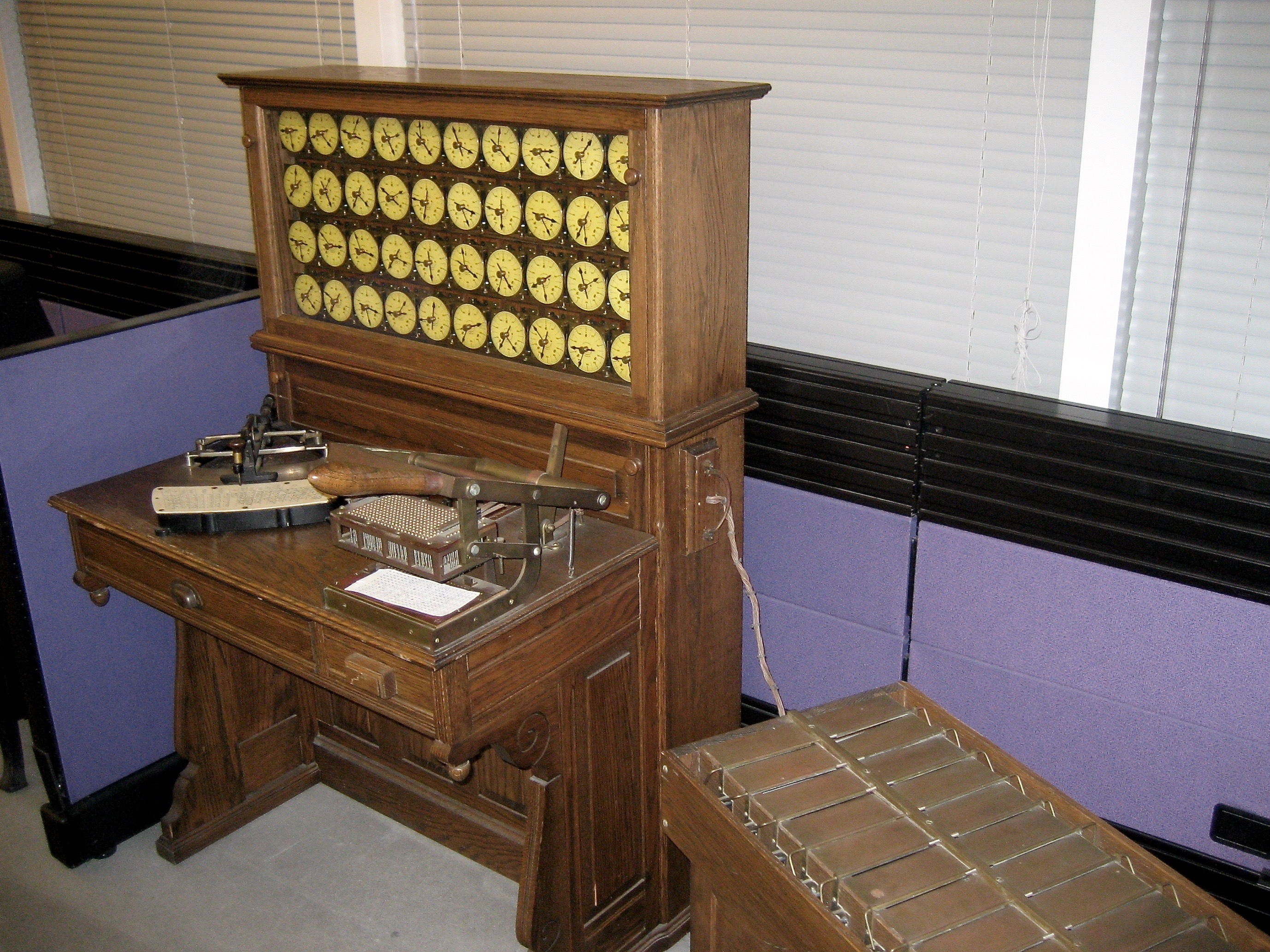
Maschine nach Herman Hollerith, 1890. Auf dem Tisch rechts ein Lochkartenleser gekoppelt mit senkrecht montierten runden Zählwerken (die frühe Tabelliermaschine) sowie neben dem Tisch rechts damit verbundenen Sortierkästen die Geburt des Lochkartensortierers, links auf dem Tisch der Phantographlocher ein Lochkartenlocher

### Maschinelle Eingabe
Den automatischen Einzug der Lochkarte in die Tabelliermaschine lieferte die Tabulating Machine Company 1906 aus. Eine Geschwindigkeit von 150 Karten pro Minute ist dokumentiert.

## Verarbeiten

### Zählen
Die erste Tabelliermaschine wurde ursprünglich für Eisenbahngesellschaften und für die Volkszählung 1890 in den USA konzipiert und eingesetzt und diente dort als Hilfsmittel der Statistik. Dabei wurden Lochkarten per Hand eingelegt und die Daten mit einem ‚verdrahteten‘ Programm ausgewertet. Dies erlaubte auch das Ermitteln von Kombinationen der Einzeldaten, zum Beispiel: Anzahl weiblicher Schwarzer über 50 in NY oder LA. Derartige Statistiken waren in vielen Gebieten nötig: Im Gesundheitswesen, bei Versicherungen, Wetterdiensten und vielem mehr hatten die Maschinen einen erfolgreichen Markt. Ihr Erfinder Hermann Hollerith vermietete sie an Länder, Firmen, Eisenbahngesellschaften und andere, und verdiente dabei gut.

### Addieren, Subtrahieren

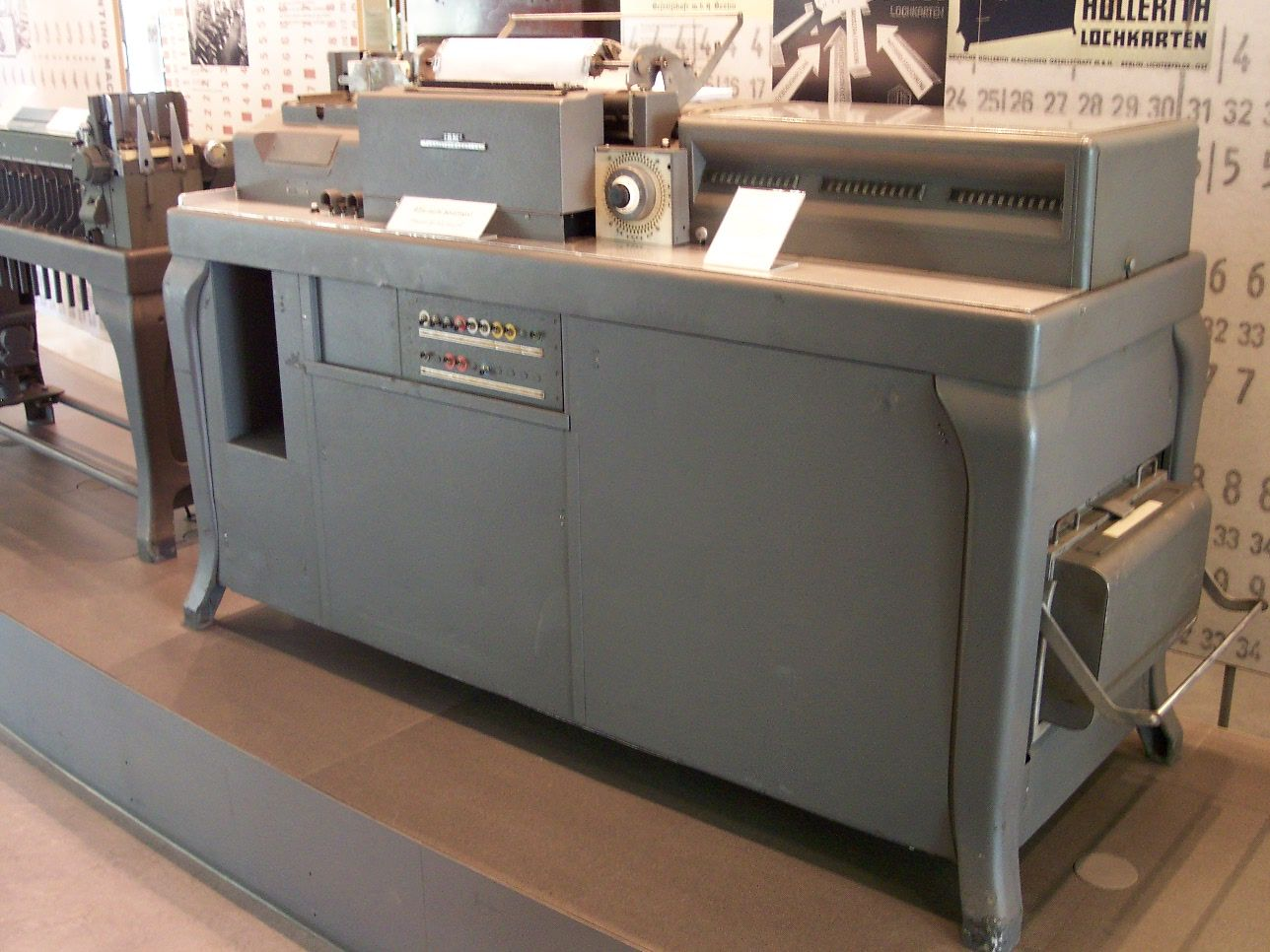
Tabelliermaschine, siehe rechts senkrecht die Stecktafel, Mitte Links Drucker, Links Karteneinzug und -ausgabe, Mitte rechts Steuerung und Recheneinheit. Im Hintergrund links ein Lochkartensortierer

Ab den 1920er Jahren enthielten diese Geräte Addierwerke, die „nach dem Zählradprinzip von Leibniz und stellenparallel addierten und wenig später subtrahierten“. Dadurch erweiterte sich deren Einsatzbereich, denn Addition und Subtraktion sind Basisfähigkeiten, die für eine Kontoführung in der Buchhaltung oder Lagerhaltung erforderlich sind.

### Multiplikation/Division
1936 wurde die Multiplikation und Division integriert. Das „D11-Zeitalter“ beginnt. Dies ermöglichte Abläufe wie Fakturierung (Menge mal Preis), Lohnbuchhaltung (Stunden mal Geld) oder Zinsrechnung.

#### Ballistik
An der Universität in Philadelphia wurden 1944 im Auftrag der Armee ballistische Tabellen berechnet – Fibeln für die Artillerie, die für Geschütze die Flugbahn der verschiedenen Geschosse verzeichneten. Die Rechnerei dafür erfolgte von Hand. Die einzige Hilfe war dabei eine Tabelliermaschine, die zu multiplizieren und zu dividieren vermochte. Die Angestellten, die rechneten, hießen nach ihrer Tätigkeit – Computer (Rechner).

#### Zusatzrechner
Ab den fünfziger Jahren wurde die elektromechanisch langsame Multiplikation/Division auf angeschlossene Zusatzrechner, die dezimal rechneten, basierend auf Röhrentechnik ausgelagert. „Multiplikationen und Divisionen benötigen ein Mehrfaches an Zeit als einfache Saldierungen. Um diese Zeit drastisch zu verkürzen, konnte man den „Elektronenrechner“ BULL GAMMA 3 anschließen.“ Heinz Nixdorf entwickelte in seinem Labor für Impulstechnik solche Rechner unter anderem für Bull.

## Ausgabe

### Ablesen
Die Datenausgabe erfolgte in der Frühform auf ablesbaren Zählwerken. Die Speicherung leistete das Bedienpersonal auf Formularen oder Spickzetteln unter anderen per Tinte auf Papier.

### Drucken
1920 führte CTR (heute IBM) einen „printing Tabulator“, eine druckende Tabelliermaschine, ein. Dies steigerte die Geschwindigkeit und vermied Fehlerquellen, denn die Operatoren hatten vorher die Zähler ablesen und die Ergebnisse unter anderem auf Strichlisten führen müssen.
Wurden zunächst mittels Zeilendruckern Endlostabellen produziert, so gab es im Jahr 1936 eine weitere Entwicklung, den „Zeilenautomaten“, der den „Formularvorschub“ steuerte und beispielsweise mehrseitige Rechnungen erstellen konnte, wobei auf dem ersten Blatt der Briefkopf mit Anschrift und Rechnungspositionen und auf den Folgeseiten der Forderungsübertrag mit weiteren Rechnungspositionen folgten.
Ein Beispiel aus den 1950er Jahren ist hier zu sehen „Druckmechanismus der Tabelliermaschine“ bei Heribert Müller. Die Drucker waren oft Bestandteil der Tabelliermaschine, selten Peripheriegeräte.

### Lochen / Stanzen
Eine weitere Möglichkeit, die Ergebnisse auszugeben, bestand darin, sie mit Lochkartenstanzer auf Lochkarten zu lochen. Die Monatsrechnungsdaten waren für die Buchhaltung auf Lochkarten interessant. So wurde die Offene-Posten-Buchhaltung und der Zahlungsverkehr mit weiteren Lochkartenstapeln abgewickelt.

## Programmierung

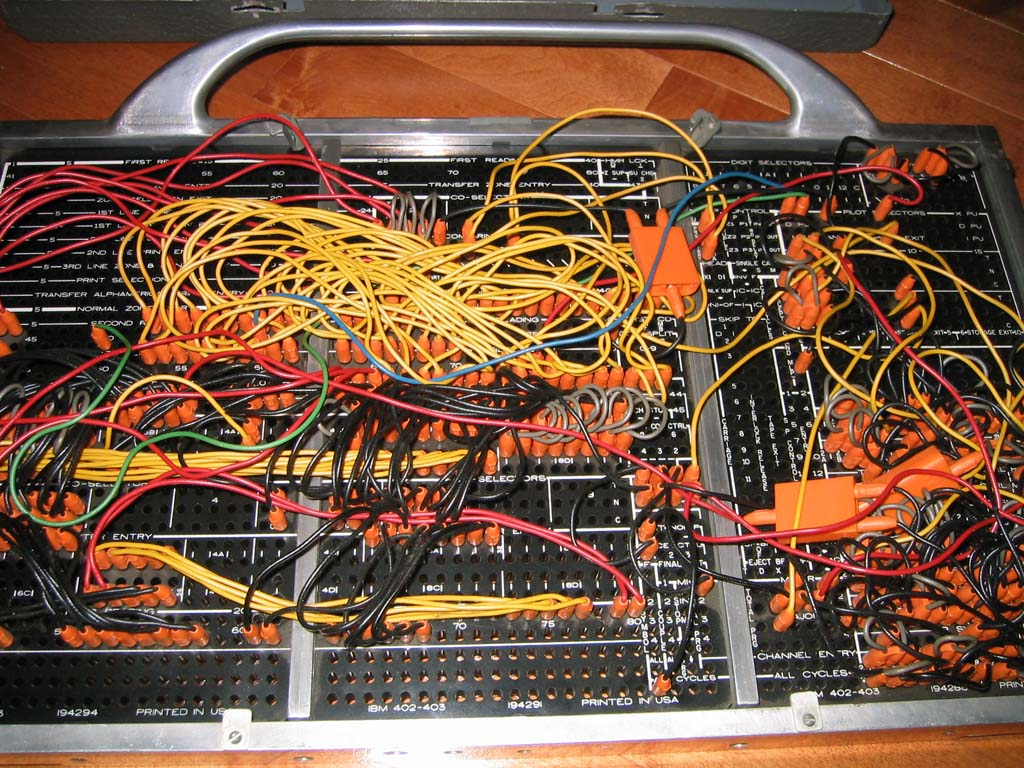
Stecktafel einer IBM-402-Tabelliermaschine

### Verlötet
Die Programme waren unflexibel, da sie ursprünglich fest verlötet waren.

### Stecktafel
- Später wurden sie mit gesteckten Kabeln auf einer Stecktafel,
- und in späterer Weiterentwickelung durch austauschbare Stecktafeln realisiert.

Erst in der letzten Entwicklungsstufe konnten unterschiedliche Anwendungen wie Lohnabrechnung, Fakturierung usw. flexibel „gefahren“ werden.
Die Stecktafel wurde schlicht gewechselt.

### Gruppenkontrolle
Um 1914 wurde die Gruppenkontrolle eingeführt, die die „gruppenmäßigen Behandlung von Lochkarten“ ermöglichte. Weiter „Sie erlaubt es … das Zahlenmaterial geordnet wiederzugeben“.
Um 1930 wurde die Tabelliermaschine BK („Bank“) vorgestellt „Sie besaß drei sogenannte Zwischengänge, die abhängig von der Gruppenkontrolle unter anderem Summenübertragungen und Queradditionen erlaubten“.
„Entscheidend war ihre innere Architektur: Zähl- und Schreibwerke mit elf Stellen, eine erweiterte, dreistufige Gruppenkontrolle (20 Spalten) und eine erweiterte Programmierung mit jetzt neun statt bisher drei Zwischengängen. Darüber hinaus konnten die Zwischengänge (ergebnisabhängig) wiederholt und in ihrer Zahl vervielfältigt werden“ Überschrift zur Tabelliermaschine D11: „High-Tech der 30er Jahre“.

### Gruppenwechsel
Das Prinzip der elektromechanischen Stecktafelprogrammierung bestand darin, bestimmte Datenfelder der eingelesenen Lochkarten in Zähler- oder Schreibwerk zu leiten, aus den Zählern durch ansteuerbare Funktionen mit dem Rest zu verknüpfen und die in den Zählern erzeugten Daten aneinanderzureihen, um den Inhalt der nächsten Ausgabezeile zu bilden. Mögliche Funktionen waren neben den Grundrechenarten auch Verzweigungen, v. a. der sogenannte „Gruppenwechsel“ per Abfrage eines „Gruppenfeldes“.

### RPG
„Um den Umstieg von traditioneller Lochkartenverarbeitung zu der elektronischen Datenverarbeitung zu erleichtern, wurde die Hochsprache RPG entwickelt und war auf vielen (IBM) Computern ab den 1960er Jahren verfügbar. Ihre Syntax war stark an die Arbeitsweise von Tabelliermaschinen angelehnt, doch die mühsame Verkabelung auf Steckbrettern war dem Schreiben von Sourcecode und Kompilieren gewichen.“